# Коэнтрал
Коэнтрал (порт. Coentral)  —  район (фрегезия) в Португалии,  входит в округ Лейрия. Является составной частью муниципалитета  Каштаньейра-де-Пера. По старому административному делению входил в провинцию Бейра-Литорал. Входит в экономико-статистический  субрегион Пиньял-Интериор-Норте, который входит в Центральный регион. Население составляет 154 человека на 2001 год. Занимает площадь 16,81 км².